# 1665
| [ Edytuj tabelę ]              | |
| Król Polski                    | - 1648 Jan Kazimierz 1668 |
| Współksiążęta Andory           | - 1664 Melcior Palau i Bosca 1670 - 1643 Ludwik XIV 1715                                                                               |
| Król Anglii i Szkocji          | - 1660 Karol II 1685 |
| Elektor Bawarii                | - 1651 Ferdynand Maria 1679 |
| Elektor Brandenburgii          | - 1640 Fryderyk Wilhelm 1688 |
| Sułtan Brunei                  | - 1660 Abdul Mubin 1673 |
| Cesarz Chin                    | - 1661 Kangxi 1722 |
| Król Czech                     | - 1657 Leopold I Habsburg 1705 |
| Król Danii                     | - 1648 Fryderyk III 1670 |
| Dalajlama                      | - 1617 Lobsang Gjaco 1682 |
| Cesarz Etiopii                 | - 1632 Fasiledes 1667 |
| Król Francji                   | - 1643 Ludwik XIV 1715 |
| Król Hiszpanii                 | - 1621 Filip IV 1665 - 1665 Karol II 1700                                                                                              |
| Landgraf Hesji-Kassel          | - 1663 Wilhelm VII Heski 1670 |
| Stadhouder Holandii            | - 1650 pierwszy okres bez stadhoudera 1672                                                                                             |
| Szach Iranu                    | - 1642 Abbas II 1666 |
| Państwo Wielkich Mogołów       | - 1658 Aurangzeb 1707 |
| Król Irlandii                  | - 1660 Karol II Stuart 1685 |
| Cesarz Japonii                 | - 1663 Reigen 1687 |
| Kalif                          | - 1648 Mehmed IV 1687 |
| Patriarcha Konstantynopola     | - 1662 Dionizy III 1665 - 1665 Parteniusz IV 1667                                                                                      |
| Władca Korei                   | - 1659 Hyŏnjong 1674 |
| Książę Kurlandii i Semigalii   | - 1642 Jakub Kettler 1682 |
| Książę Liechtensteinu          | - 1627 Karol Euzebiusz 1684 |
| Książę Monako                  | - 1662 Ludwik I 1702 |
| Król Nawarry                   | - 1643 Ludwik XIV 1710 |
| Król Norwegii                  | - 1648 Fryderyk III 1670 |
| Sułtan Omanu                   | - 1649 Sultan I ibn Sajf 1688 |
| Elektor Palatynatu             | - 1648 Karol I Ludwik 1680 |
| Papież                         | - 1655 Aleksander VII 1667 |
| Książę Parmy i Piacenzy        | - 1646 Ranuccio II 1694 |
| Król Portugalii                | - 1656 Alfons VI 1683 |
| Książę w Prusach               | - 1640 Fryderyk Wilhelm Wielki Elektor 1688                                                                                            |
| Car Rosji                      | - 1645 Aleksy I 1676 |
| Cesarz Rzymski (niemiecki)     | - 1658 Leopold I Habsburg 1705 |
| Kapitanowie Regenci San Marino | - 1664 Francesco Maccioni Giovanni Serafini 1665 - 1665 Ottavio Giannini Francesco Angeli 1665 - 1665 Carlo Tosini Sforza Cionini 1666 |
| Elektor Saksonii               | - 1656 Jan Jerzy II Wettyn 1680 |
| Król Szwecji                   | - 1660 Karol XI 1697 |
| Król Tajlandii                 | - 1656 Narai 1688 |
| Sułtan Turków                  | - 1648 Mehmed IV 1687 |
| Doża Wenecji                   | - 1659 Domenico Contarini 1674 |
| Król Węgier                    | - 1655 Leopold I 1705 |
| Książęta Wirtembergii          | - 1628 Eberhard III 1674 |

Rok 1665 / MDCLXV
stulecia: XVI wiek ~
XVII wiek ~
XVIII wiek

lata: 1655 «
1660 «
1661 «
1662 «
1663 «
1664 «
1665
» 1666
» 1667
» 1668
» 1669
» 1670
» 1675

## Wydarzenia w Polsce
- 2 stycznia – sześć tygodni przed śmiercią Stefan Czarniecki został hetmanem polnym koronnym.
- 14 kwietnia – polska twierdza w Korsuniu odparła atak Kozaków, jednak miasto zostało spalone.
- 23 maja – magnat Jerzy Lubomirski zawiązał rokosz przeciw królowi Janowi II Kazimierzowi.
- 5 lipca – ślub Jana III Sobieskiego z Marysieńką.

## Wydarzenia na świecie
- 5 stycznia – we Francji powstało pierwsze europejskie czasopismo naukowe zajmujące się literaturą Journal des Savants.
- 4 marca – II wojna angielsko-holenderska: Anglia wypowiedziała wojnę Niderlandom.
- 6 marca – w Londynie ukazało się pierwsze wydanie istniejącego do dzisiaj czasopisma naukowego „Philosophical Transactions of the Royal Society”.
- 12 kwietnia – zmarła pierwsza ofiara wielkiej zarazy w Londynie.
- 12 czerwca – w czasie II wojny angielsko-holenderskiej zajęty przez Anglików Nowy Amsterdam został przemianowany na Nowy Jork.
- 13 czerwca – II wojna angielsko-holenderska: zwycięstwo Anglików w bitwie morskiej pod Lowestoft.
- 5 października – założono uniwersytet w Kilonii.
- 7 listopada – ukazał się pierwszy numer „London Gazette”, najstarszego dziennika w Wielkiej Brytanii.
- 26 grudnia – markiz Fernando Cospi przekazał bibliotece Uniwersytetu Bolońskiego aztecki dokument prekolumbijski zawierający informacje na temat astrologii i magii, znany dzisiaj jako Kodeks Cospi.
- Data dzienna nieznana:
- Bitwa pod Almexial.
- Bitwa pod Vila Viçoza.
- Powstanie Razina
- Premiera Don Juana Moliera w Paryżu.

## Urodzili się
- 6 lutego – Anna Stuart, królowa Anglii i Szkocji, następnie królowa Wielkiej Brytanii i Irlandii (zm. 1714)
- 22 maja – Magnus Stenbock, generalny gubernator Skanii, hrabia i wojskowy szwedzki (zm. 1717)
- 19 czerwca – Antoni Baldinucci, od 1893 błogosławiony kościoła rzymskokatolickiego, misjonarz ludowy

## Zmarli
- 12 stycznia – Pierre de Fermat, matematyk (samouk) francuski, z wykształcenia prawnik i lingwista (ur. 1601)
- 16 lutego – Stefan Czarniecki, wojewoda, żołnierz i wódz (ur. 1599)
- 12 września – Jean Bolland, hagiograf katolicki, jezuita (ur. 1596)
- 17 września – Filip IV, król Hiszpanii i Portugalii (ur. 1605)
- 7 listopada – Wawrzyniec Gabler, poeta i prawnik gdański, sekretarz królewski (ur. 1604)
- 2 grudnia – Maria Aniela Astorch, hiszpańska klaryska kapucynka, mistyczka, błogosławiona katolicka (ur. 1592)

## Święta ruchome
- Tłusty czwartek: 12 lutego
- Ostatki: 17 lutego
- Popielec: 18 lutego
- Niedziela Palmowa: 29 marca
- Wielki Czwartek: 2 kwietnia
- Wielki Piątek: 3 kwietnia
- Wielka Sobota: 4 kwietnia
- Wielkanoc: 5 kwietnia
- Poniedziałek Wielkanocny: 6 kwietnia
- Wniebowstąpienie Pańskie: 14 maja
- Zesłanie Ducha Świętego: 24 maja
- Boże Ciało: 4 czerwca